# Tokaidolinjen
Tokaidolinjen är en av de viktigaste huvudtåglinjerna i Japan, även om dess betydelse kraftigt har minskat sedan 1960-talet då den mestadels parallella, snabbare, Shinkansenlinjen (Tokaido Shinkansen) stod färdig. Linjen är dock fortfarande ett viktigt godsstråk, då inga godstransporter sker på Shinkansenlinjerna. Tokaidolinjen förbinder Tokyo med bland annat Nagoya, Kyoto, Osaka och Kobe. Dess fullständiga längd är 589,5 km och hela linjen är dubbelspårig, förutom runt Tokyo, där linjen har fyra spår.

## Trafik
Sedan trafiken på Tokaido Shinkansen startade till OS i Tokyo 1964, har antalet direkta expresståg på Tokaidolinjen gradvis minskat. Idag utgörs det enda direkta tåget av ett ensamt nattåg i vardera riktning. Linjen är dock viktig för godstrafiken, liksom den är en mycket viktig del av lokaltrafiken runt Tokyo. Dessutom trafikeras linjen av ett flertal expresståg som sedan viker av på andra linjer, både dag- och nattåg.

## Tekniska data
- Spårvidd: 1067 mm smalspår
- Max hastighet: 130 km/h
- Antal stationer: 166